# Lanadelumab
Le lanadelumab st un médicament utilisé pour prévenir l'angio-œdème chez les personnes atteintes d'angio-œdème héréditaire. Il est vendu sous le nom commercial Takhzyro.

## Mode d'action
Il s'agit d'un anticorps monoclonal qui se fixe à la kallicréine et la bloque,.

## Usage médical
Il est administré par injection sous-cutanée. Le médicament  est utilisé chez les personnes de plus de 12 ans.

## Effets secondaires
Les effets secondaires de ce médicament comprennent une douleur au site d’injection, une infection des voies respiratoires supérieures, des maux de tête, une éruption cutanée, des douleurs musculaires, des étourdissements ou une diarrhée. D’autres effets secondaires peuvent inclure des réactions allergiques. La sécurité de ce médicament pendant la grossesse n’est pas claire. 

## Histoire
Le médicament  a été approuvé pour un usage médical aux États-Unis et en Europe en 2018,. Aux États-Unis, le coût est d’environ 685 000 dollars par an lorsqu’il est administré toutes les deux semaines. Au Royaume-Uni, ce traitment coûte au NHS environ de 350 000 livres sterling .